# Động đất và sóng thần Biển Nhật Bản 1983
Động đất và sóng thần Biển Nhật Bản 1983 (日本海中部地震) là trận động đất xảy ra vào ngày 26 tháng 5 năm 1983 lúc 11:59 theo giờ địa phương. Trận động đất có cường độ 7,8 richter, tâm chấn độ sâu khoảng 14 km, nằm ngoài khơi biển Nhật Bản (cách bờ biển Noshiro, tỉnh Akita khoảng 100 km). Do cường độ động đất lớn nằm ngoài khơi biển Nhật Bản, Cục Khí tượng Nhật Bản đã phát cảnh báo sóng thần lớn. Sóng thần cao 14m đã đánh ập tại Minehama, tỉnh Akita. Hậu quả trận động đất và sóng thần đã làm 104 người chết, 163 người bị thương.